# Aufbissschiene

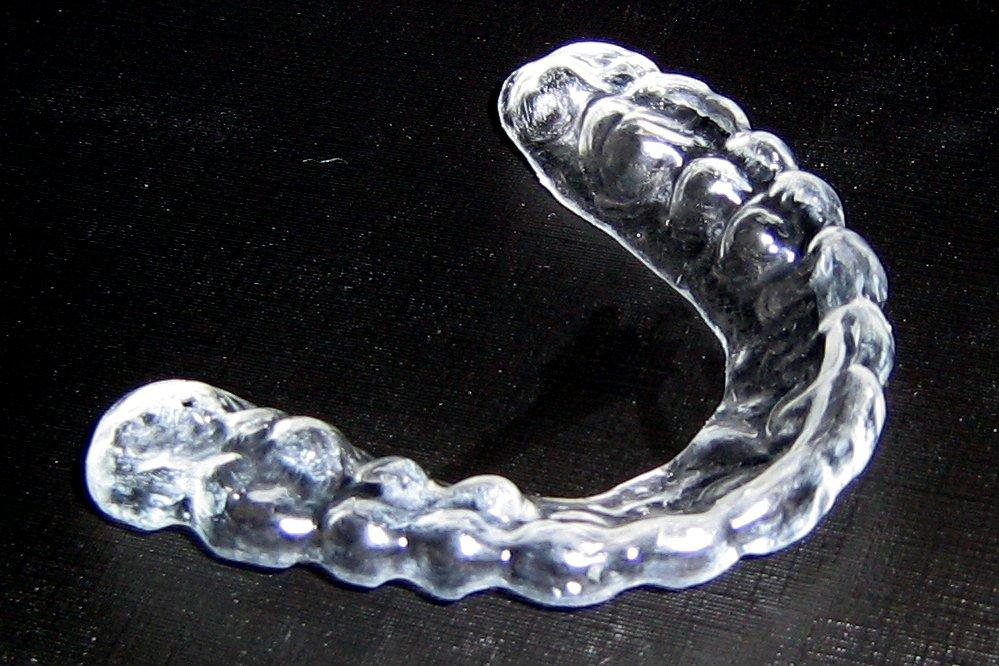
Schiene für den Oberkiefer

Eine Aufbissschiene (auch Knirsch(er)-, Zahn- oder Michiganschiene) ist eine an den Zahnbogen angepasste prothesenähnliche Kunststoffauflage zur Behandlung von Erkrankungen des Kausystems und kraniomandibuläre Dysfunktionen. Ziel der Therapie mittels einer Aufbissschiene ist die Beseitigung von Über- und Fehlbelastungen der Zähne und Kiefergelenke, etwa durch Zähneknirschen.

## Indikation
Die Aufbissschiene wird bei Zahnsubstanzverlust durch mechanischen Abrieb, der Abrasion, angewendet. Sie soll die Zähne vor weiterem Substanzverlust schützen. Die Schiene kann entweder für den Oberkiefer oder den Unterkiefer angefertigt werden. Die Kosten zur Anfertigung werden allerdings nicht immer von den Krankenkassen getragen, denn Untersuchungen konnten die Wirksamkeit dieser Maßnahme zum Teil bislang nicht ausreichend belegen.

### Abrieb durch mangelhafte Auflage der Kauflächen
Häufig kommt die Schiene zum Einsatz, wenn bei geschlossenem Kiefer eine mangelhafte Auflage der Kauflächen vorliegt. Dies entsteht durch eine Zahnfehlstellung oder weil die beiden Hälften des Gebisses aus anderen Gründen nicht ineinander passen. Durch eine ungleichmäßige Auflage entsteht erhöhter Abrieb der Zahnsubstanz.

### Abrieb durch Knirschen und Pressen

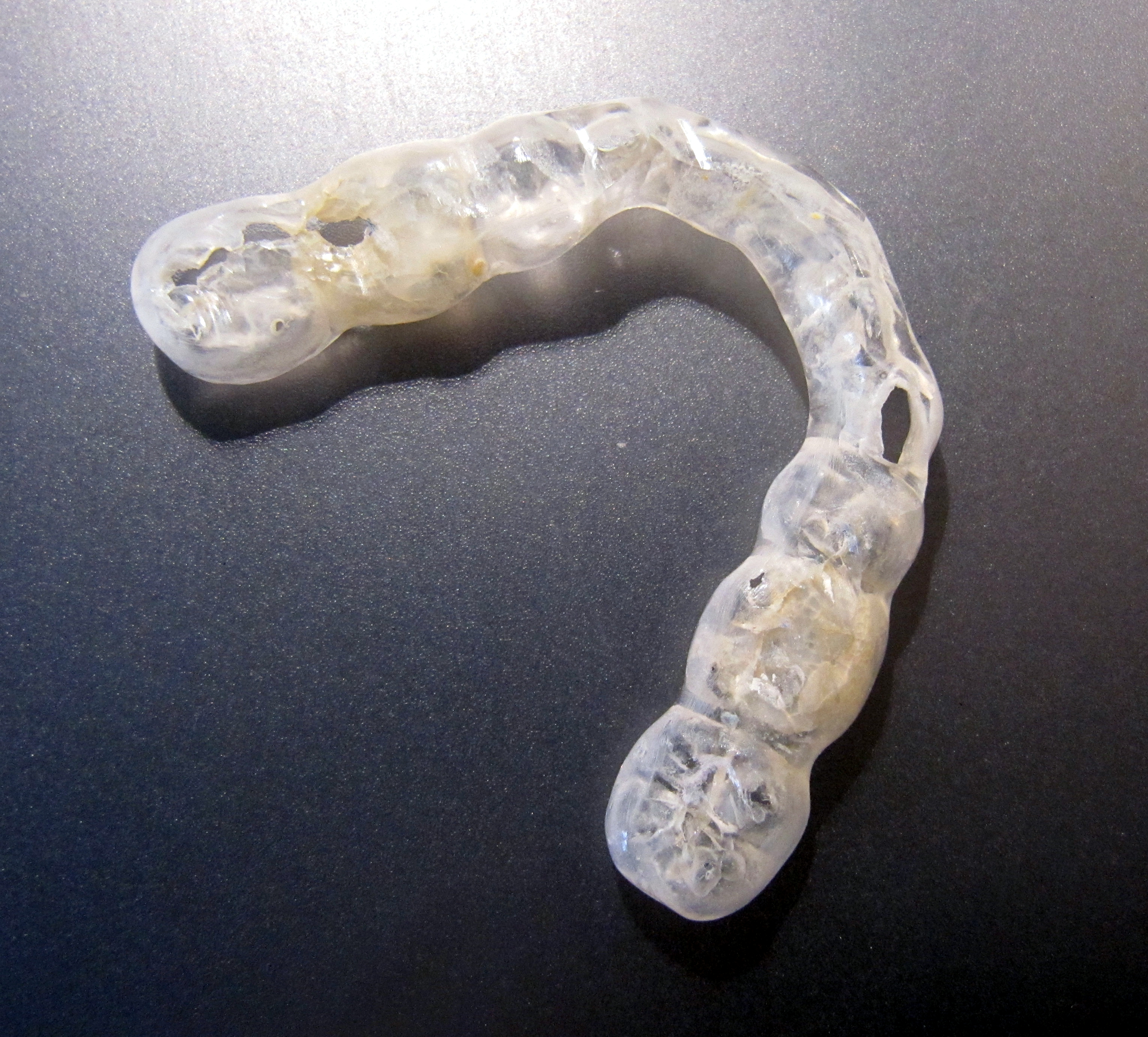
Unterkieferschiene nach acht Jahren Benutzung

Das beim Bruxismus auftretende Knirschen und Aufeinanderpressen der Zähne führt zu Verschleiß. Es erfolgt meist unbewusst und häufig während des Schlafens. Die Aufbissschiene wirkt wie ein Schutzüberzug für die Zähne. Das Knirschen oder Pressen wird zwar dadurch nicht verhindert, aber weil die Schiene weicher ist als die Zähne, wird beim Knirschen die Schiene abgerieben und nicht die Zähne.
Weil die Schiene selbst ca. 1 mm dick ist, erzeugt sie einen größeren Abstand zwischen Unter- und Oberkiefer. Dadurch werden die Ruheschwebelage und das gewohnte Kaumuster verändert, manchmal wird das unbewusste Knirschen oder Pressen unterbrochen.

## Wirkung und Anwendung
Eine Aufbissschiene bewirkt bestenfalls eine symptomatische Behandlung. Dafür hilft sie nach Ansicht ihrer Befürworter im Gegensatz zur Zahnspange auch, wenn die Stellung des Ober- zu der des Unterkiefers nicht passt. Die Schiene wird meist nachts getragen um das unbewusste Knirschen mit den Zähnen im Schlaf zu reduzieren.

## Herstellung
In der Regel wird zur Anfertigung  zunächst ein Alginatabdruck vom Gebiss genommen. Dieser wird mit Superhartgips ausgegossen. Auf dem Modell wird mittels Tiefziehgerät eine heiße Kunststoff-Folie aus PMMA- oder PETG-Kunststoff mittels Vakuum oder Druck über das Modell gezogen. Dieser Rohling wird nun vom Techniker herausgeschnitten und bearbeitet und an den Patienten nach Anprobieren noch geringfügig angepasst.  
Für die Herstellung der Schiene kommen unterschiedlich harte Materialien zum Einsatz. Bewährt hat sich die Methode, auf die bereits ausgearbeitete Schiene aus weichem, transparenten und gummiartigen Kunststoff eine individualisierte Schicht aus hartem Kunststoff (Acrylat) aufzutragen, welche auf die exakte Artikulation des Patienten angepasst werden kann. Neuere Geräte verfügen über einen Artikulatoraufsatz, bei dem der Gegenbiss direkt nach dem Tiefziehen in das noch warme Schienenmaterial genau eingepresst werden kann.
Die gleiche Methode wird beim Mundschutz für Boxer oder im Zusammenhang mit anderen verletzungsanfälligen Sportarten verwendet. Es kann jedoch auf den individuellen Aufbau verzichtet werden, allein die Stärke der verwendeten Folie beträgt statt der üblichen 1–4 mm die vom Sportler gewünschte oder notwendige.
Eine immer beliebtere Herstellungsmethode ist der CAD/CAM-Fräsprozess. Hierbei wird das Gipsmodell über einen 3D-Scanner digitalisiert und dann mit Hilfe einer dentalen CAD-Software (z. B. WorkNC Dental) die patientenindividuelle Aufbissschiene digital erstellt. Über ein CAM-Modul wird dann der CNC-Code auf eine Fräsmaschine übertragen. Auf dieser wird dann aus sogenannten präfabrizierten Blanks, den Fräsronden, die Schiene hochpräzise gefräst und im Anschluss durch einen Zahntechniker in Handarbeit poliert. Vorteile dieser Fertigungsmethode sind die höhere Qualität im Sinne von z. B. besserer Biokompatibilität durch einen geringeren Restmonomergehalt. Dies verringert das Allergiepotential für den Patienten und die gesundheitlichen Belastungen des Laborpersonals durch Methacrylatdämpfe. Darüber hinaus wird eine bessere Passung erreicht, da die Polymerisationsschrumpfung im Labor entfällt. Durch die hohe Präzision der gefrästen Kauflächen ist auch die manuelle Nachbearbeitung durch den Zahnarzt reduziert.

## Statistik
2016 wurden in Deutschland 1,6 Millionen Aufbissschienen verschrieben, eine Steigerung um 16 Prozent gegenüber 2012.

## Alternativen
Oft wird bei Abrasion autogenes Training oder eine andere psychotherapeutische Entspannungsmethode empfohlen, selten wird Biofeedback angeboten.
Günstiger als die Michiganschiene, welche alle Zähne bedeckt, ist die NTI-tss-Schiene, welche nur die Frontzähne bedeckt. Diese Schiene aus thermoplastischem Kunststoff wird auf die oberen oder unteren Schneidezähne angepasst und hat nur einen einzigen Kontaktpunkt mit den gegenüberliegenden Schneidezähnen. So werden Pressintensität und Kontakte der Eck- und Backenzähne vermieden.